# Até Você Chegar...
Até Você Chegar… é o sexto álbum de estúdio da carreira solo do cantor Vinny.
Foi gravado e lançado em 2001, com o selo Indie Records.

## Faixas
1. "Eu Não Acredito Em Você"
2. "Amor Clich"
3. "Onde Você Vai"
4. "O Mundo Não Pára"
5. "Fixação"
6. "Quanto Tempo Faz"
7. "Deixa Ser"
8. "Você E Só Você"
9. "Pensando Bem"
10. "Algo De Novo"
11. "Até Você Chegar"
12. "Pra Onde"
13. "Fuck The Fashion"